# التأشيرة السياحية الخليجية الموحدة
التأشيرة السياحية الخليجية الموحدة هي تأشيرة موحدة أقرها المجلس الأعلى لدول مجلس التعاون الخليجي في البيان الختامي الذي صدر عن اجتماع قادة دول المجلس في 5 ديسمبر 2023، وذلك عقب القمة الخليجية 44 التي عقدت في الدوحة في قطر. ومن المتوقع أن تدخل حيز التنفيذ خلال عامي 2024 و2025م بحسب جاهزية الأنظمة الداخلية لدول التعاون.

## المميزات
- يمكن لمن يحصل على تأشيرة دخول أو إقامة في إحدى دول مجلس التعاون الست: السعودية وقطر والكويت والبحرين والإمارات وسلطنة عمان، دخول باقي الدول بالتأشيرة نفسها، وذلك على غرار تأشيرة شينغن التي تربط دول الاتحاد الأوروبي ببعضها البعض، مما يسهل تنقل السياح والزوار الوافدين بين دول المجلس.[4]
- فتح فرص جديدة للاستثمار في القطاع السياحي في الدول الأعضاء.[5][6]